# Колібрі-лісовичок синьогорлий
Колі́брі-лісовичо́к синьогорлий (Chrysuronia coeruleogularis) — вид серпокрильцеподібних птахів родини колібрієвих (Trochilidae). Мешкає в Коста-Риці, Панамі і Колумбії.

## Опис

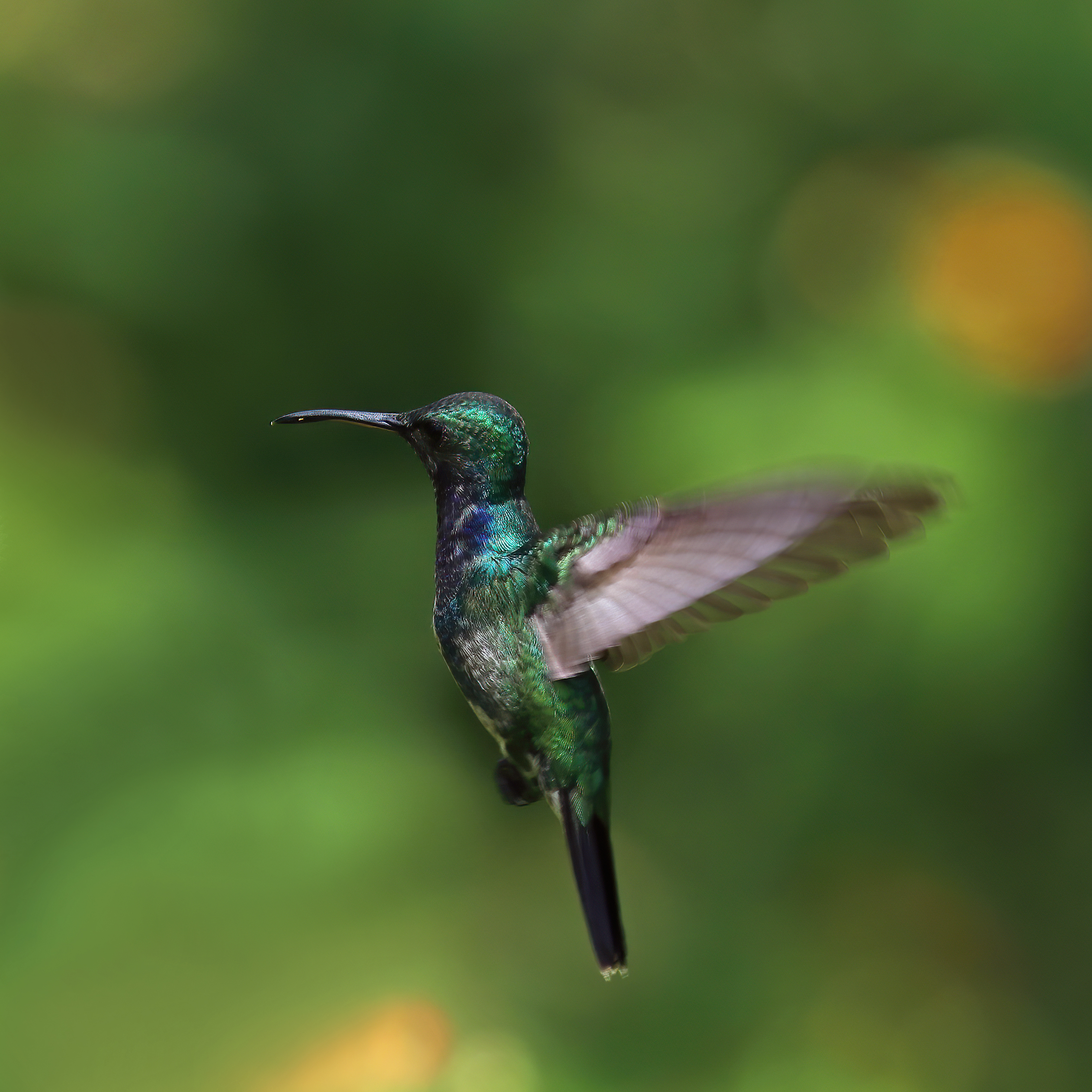
Самець синьогорлого колібрі-лісовичка

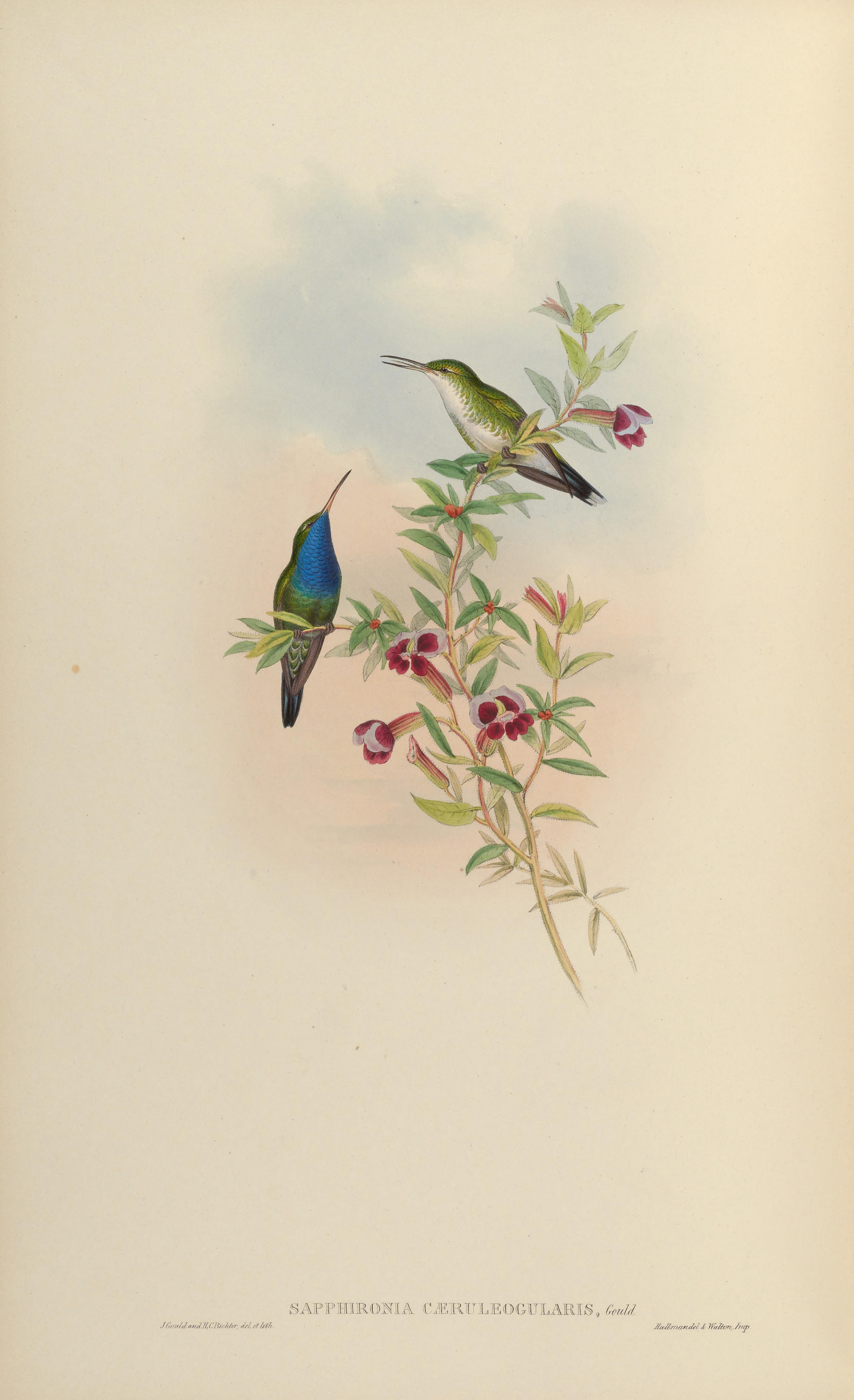
Синьогорлі колібрі-лісовички

Довжина птаха становить 8,5-9,5 см, вага 4-4,5 г. У самців верхня частина тіла металево-зелена, крила і роздвоєний хвіст чорні. Щоки, підборіддя, горло і груди фіолетово-сині. Решта нижньої частини тіла зелена. Дзьоб прямий, зчерху чорний, знизу рожевуватий з чорним кінчиком, довжиною 18 мм. У самиць верхня частина тіла зелена, блискуча, нижня частина тіла біла, боки сильно поцятковані зеленими плямами. Хвіст роздвоєний, центральні стернові пера зелені, решта синювато-чорні з сірими плямками. У самців підвиду C. c. confinis пляма на горлі має бірюзовий відтінок, а у представників підвиду C. c. coelina — світло-синій.

## Підвиди
Виділяють три підвиди:
- C. c. coeruleogularis (Gould, 1851) — крайній південний захід Коста-Рики, тихоокеанські схили Панами (від Чирикі до Зони каналу);
- C. c. confinis (Griscom, 1932) — карибські схили Панами (Дар'єн) і прилеглі райони на північному заході Колумбії;
- C. c. coelina (Bourcier, 1856) — прибережні райони на півночі Колумбії (від Чоко до передгір'їв Сьєрра-Невади-де-Санта-Марти).

## Поширення і екологія
Синьогорлі колібрі-лісовички живуть у вологих прибережних лісах, на порослих чагарниками галявинах, у вторинних заростях іноді в мангрових лісах. Зустрічаються переважно на висоті до 100 м над рівнем моря. Живляться нектаром квітучих рослин, яких шукають в нижньому ярусі лісу, а також комахами, яких ловлять в польоті або збирають з рослинності. В кладці 2 яйця.